# Chiara Badano
Boldog Chiara Badano, Chiara Lubichtól kapott nevén: Chiara Luce (Sassello, 1971. október 29. – Sassello, 1990. október 7.) a Fokoláre mozgalom fiatalja, aki 18 évesen csontrákban halt meg. A katolikus egyház 2010. szeptember 25-én boldoggá avatta.

## Életrajz
Apja Ruggero Badano, anyja Maria Teresa Caviglia. A család Sassello községben, Savona megyében, Liguria tartományban él. Chiara itt nőtt fel, de nyaranta gyakran tartózkodott rokonainál is a tenger közelében fekvő Varazzéban.
A Fokoláre mozgalommal, melynek szülei is tagjai, 1980-ban találkozott. Szüleivel együtt részt vett 1981-ben Rómában a mozgalom Familyfest nevű rendezvényén. Csatlakozott a mozgalomhoz tartozó gyerekek albisolai és genovai csoportjához, és „gen 3” lett (ez a rövidítés „harmadik generációt” jelent, és a Fokoláre mozgalomban részt vevő gyerekek, illetve csoportjaik megjelölésére szolgál). 1981-től levelezett a Fokoláre alapítójával, Chiara Lubich-kal, aki később a mozgalomban szokásos módon a „Chiara Luce” ('luce'=fény) nevet adta neki.
1985-ben családja Savonába költözött, hogy Chiara megkezdhesse gimnáziumi tanulmányait. Három évvel később egy alkalommal teniszezés közben erős fájdalmat érzett vállában, és mivel ez nem szűnt meg, hanem növekedett, 1989 elején kórházba vitték, ahol áttétes csontrákot állapítottak meg nála. Egy torinói kórházban megoperálták, majd kemoterápiás és sugárkezelést kapott. A kórházban találkozott a betegeket látogató Saldarini bíborossal. A betegség következtében elvesztette járóképességét. 1989 júniusában újabb kezeléseknek vetették alá.
Betegsége ellenére folyamatosan követte a fokolarinik tevékenységét: összes megtakarított pénzét egy barátjának ajándékozta, aki Beninbe indult misszióba, betegágyán pedig jótékonysági vásáron eladható apróságokat készített. Utolsó hónapjait ágyban töltötte otthon, sassellói családi házukban, szülei környezetében. Folyamatosan kapcsolatban maradt a fokolarinikkel, és magánúton tanulmányait is folytatta.
Szoros lelki kapcsolatban volt az Acqui egyházmegye püspökével, Livio Maritanóval.
1990 augusztusában Chiara Badano a legapróbb részletekig megtervezte saját temetését, egyfajta esküvőnek fogva fel azt. Szeptember 10-én magnókazettára felvett üzenetet küldött a fokolarinák közösségének, életének utolsó napjaiban pedig egy rövid levelet sassellói barátainak.
1990. október 7-én halt meg.

## A boldoggá avatás
Már élete során, különösen betegségének előrehaladtával, tág környezetéből egyre többen tartották szentéletűnek. Ennek alapja kimagaslóan odaadó lelkülete volt: a Fokolár lelkiségére építve életvidám, elkötelezett, embertársai felé különösen figyelmes életet élt, betegségét pedig emberfeletti derűvel és hittel hordozta. A kezelések során a kórházban is számos betegtársát és orvosát megdöbbentette ezzel a magatartásával. A fájdalmak közepette jelmondata volt: „Ha te akarod, Jézus, én is akarom.” Halála napján így búcsúzott el édesanyjától:  „Mama, légy boldog, mert én az vagyok!” Ezért nem meglepő, hogy nem sokkal halála után kezdeményezés indult kanonizácója érdekében.
1999. június 11-én kezdődött meg, és  2000. augusztus 21-én le is zárult szentté avatásának egyházmegyei szakasza. Az ügy gyorsan haladt, és hamarosan megindult az eljárás római szakasza. 2008. július 3-án XVI. Benedek pápa jóváhagyta az erények hősies fokban való gyakorlását elismerő dokumentumot, amivel tiszteletreméltóvá nyilvánította Chiarát.
2009. december 19-én írta alá a pápa az Isten Szolgája, Tiszteletreméltó Chiara Badano közbenjárásának tulajdonított csoda elismeréséről szóló dekrétumot, aminek alapján  2010. szeptember 25-én a Szenttéavatási Kongregáció prefektusa, Angelo Amato érsek boldoggá avatta őt. A szertartásra a közkedvelt, Rómához közeli „Santuario della Madonna del Divino Amore” (Az Isteni Szeretet Anyja Szentélye) kegyhelyen került sor, hívők tízezrei, valamint Chiara szülei és a Fokolár mozgalom számos képviselője jelenlétében.
Ünnepnapját a katolikus liturgikus naptárban október 29-ére helyezték.

## Hatása
A Vatikán nem sokkal boldoggá avatásának megtörténte után az ekkor már előkészítés alatt álló, 2011 augusztusi Madridi XXVI. Ifjúsági Világtalálkozó védőszentjei közé sorolta. Alakja a világtalálkozón és több más nemzetközi katolikus ifjúsági programon is központi szerepet kapott. Magyarországon is jelentős érdeklődés nyilvánult meg iránta, ami egyrészt a Fokoláre mozgalom viszonylag erős hazai jelenlétének és az oda tartozó fiatalok aktivitásának eredménye, másrészt pedig annak, hogy Chiara Luce élettörténete több ponton feltűnő hasonlóságot mutat a Székesfehérváron élt és szintén fiatalon, életszentség hírében elhunyt Kaszap Istvánéval, akinek folyamatban lévő boldoggá avatási ügyét előmozdítani a magyar katolikusok fontos céljai között van.
Méltatói általában éppen életének mindennapiságát emelik ki, amelynek során szeretetének radikalitása következtében mégis annyian figyeltek fel rá, és ami által, mint "egy korunk fiataljai közül", példaképül állítható a fiatalok elé. Életének második szakaszát pedig az teszi példaszerűvé, ahogyan a váratlanul fellépő és egyre súlyosbodó betegség közepette sem veszítette el, sőt egyre inkább kiteljesítette az élet értelmességébe vetett hitét.

## Fordítás
Ez a szócikk részben vagy egészben  a   Chiara Badano című olasz Wikipédia-szócikk ezen változatának fordításán alapul.  Az eredeti cikk szerkesztőit annak laptörténete sorolja fel. Ez a jelzés csupán a megfogalmazás eredetét és a szerzői jogokat jelzi, nem szolgál a cikkben szereplő információk forrásmegjelöléseként.

## Külső hivatkozások
- Vita di Chiara Badano - Santi e beati (olasz nyelven)
- Chiara Luce Badano hivatalos weboldala (olasz nyelven)
- Chiara Luce Badano élete[halott link]
- Tarcisio Bertone bíboros gondolatai róla boldoggá avatása után